# 海州区 (連雲港市)
海州区（かいしゅう-く）は中華人民共和国江蘇省連雲港市に位置する市轄区。

## 歴史
618年（武徳元年）、唐代により海州が設置された。元代になると1278年（至元15年）に海州路に昇格したがまもなく州に降格、淮安路の管轄とされた。1724年（雍正2年）、清朝は海州を直隷州に改編、1912年（民国元年）、中華民国により州制が廃止されるに伴い東海県と改称、同年4月には県域の一部に灌雲県が新設された。
1948年、錦屏区に改編、1952年に海州区と改称され現在に至る。

## 行政区画
- 街道:海州街道、幸福路街道、朐陽街道、雲台街道、洪門街道、寧海街道、新海街道、新浦街道、浦西街道、新東街道、新南街道、路南街道、花果山街道、南城街道、鬱洲街道
- 鎮:錦屏鎮、新壩鎮、板浦鎮、浦南鎮

## 観光地
- 将軍崖岩画（中国語版） - 新石器時代の壁画
- 孔望山摩崖（中国語版） - 後漢時代の磨崖彫刻
- 海清寺塔（中国語版） - 北宋時代の仏塔